# Noordwest-Bulgarije
Noordwest-Bulgarije of Severozapaden (Bulgaars: Северозападен) is een regio in het noordwesten van Bulgarije. Het gebied bestaat uit de volgende (vijf) oblasten: Vidin, Vratsa, Montana, Lovetsj en Pleven. De regio heeft een oppervlakte van ongeveer 19.000 km² en de hoofdplaats is Pleven met c. 90.000 inwoners. Eind 2021 had de regio ruim 700.000 inwoners en een bevolkingsdichtheid van 37 inw./km².
De regio Severozapaden was - samen met Mayotte - de armste regio in de Europese Unie, gebaseerd op het bruto binnenlands product (BBP) per inwoner in koopkrachtstandaard. Volgens Eurostat was het BBP per hoofd van de bevolking slechts 32% van het EU-gemiddelde (€9.300 vergeleken met het gemiddelde van €30.000).

## Bevolking
Op 31 december 2021 had de regio Severozapaden naar schatting 702.733 inwoners - ongeveer 10% van de Bulgaarse bevolking, waarvan 341.354 mannen en 361.419 vrouwen. Volgens de voorlopige resultaten van de Bulgaarse volkstelling van 2021 woonden er in september-oktober 2021 slechts 666.502 mensen in de vijf noordwestelijke oblasten. De regio heeft de kleinste, de snelstkrimpende en de meest verouderde bevolking in Bulgarije.
| De bevolkingsontwikkeling van de regio Severozapaden, alsmede de bijbehorende oblasten                                             | De bevolkingsontwikkeling van de regio Severozapaden, alsmede de bijbehorende oblasten | De bevolkingsontwikkeling van de regio Severozapaden, alsmede de bijbehorende oblasten | De bevolkingsontwikkeling van de regio Severozapaden, alsmede de bijbehorende oblasten | De bevolkingsontwikkeling van de regio Severozapaden, alsmede de bijbehorende oblasten | De bevolkingsontwikkeling van de regio Severozapaden, alsmede de bijbehorende oblasten | De bevolkingsontwikkeling van de regio Severozapaden, alsmede de bijbehorende oblasten | De bevolkingsontwikkeling van de regio Severozapaden, alsmede de bijbehorende oblasten | De bevolkingsontwikkeling van de regio Severozapaden, alsmede de bijbehorende oblasten | De bevolkingsontwikkeling van de regio Severozapaden, alsmede de bijbehorende oblasten | De bevolkingsontwikkeling van de regio Severozapaden, alsmede de bijbehorende oblasten | De bevolkingsontwikkeling van de regio Severozapaden, alsmede de bijbehorende oblasten | De bevolkingsontwikkeling van de regio Severozapaden, alsmede de bijbehorende oblasten | De bevolkingsontwikkeling van de regio Severozapaden, alsmede de bijbehorende oblasten | De bevolkingsontwikkeling van de regio Severozapaden, alsmede de bijbehorende oblasten | De bevolkingsontwikkeling van de regio Severozapaden, alsmede de bijbehorende oblasten | De bevolkingsontwikkeling van de regio Severozapaden, alsmede de bijbehorende oblasten | De bevolkingsontwikkeling van de regio Severozapaden, alsmede de bijbehorende oblasten | De bevolkingsontwikkeling van de regio Severozapaden, alsmede de bijbehorende oblasten |
| Jaar | 1934                                                                                   | 1946                                                                                   | 1956                                                                                   | 1965                                                                                   | 1975                                                                                   | 1985                                                                                   | 1992                                                                                   | 2001                                                                                   | 2011                                                                                   | 2021* (schatting)                                                                      | 2021** (volkstelling)                                                                  |                                                                                        |                                                                                        |                                                                                        |                                                                                        |                                                                                        |                                                                                        |                                                                                        |
| --- | -------------------------------------------------------------------------------------- | -------------------------------------------------------------------------------------- | -------------------------------------------------------------------------------------- | -------------------------------------------------------------------------------------- | -------------------------------------------------------------------------------------- | -------------------------------------------------------------------------------------- | -------------------------------------------------------------------------------------- | -------------------------------------------------------------------------------------- | -------------------------------------------------------------------------------------- | -------------------------------------------------------------------------------------- | -------------------------------------------------------------------------------------- | -------------------------------------------------------------------------------------- | -------------------------------------------------------------------------------------- | -------------------------------------------------------------------------------------- | -------------------------------------------------------------------------------------- | -------------------------------------------------------------------------------------- | -------------------------------------------------------------------------------------- | -------------------------------------------------------------------------------------- |
| Lovetsj | 208 444                                                                                | 215 925                                                                                | 213 319                                                                                | 217                                                                                    | 216 844                                                                                | 204 268                                                                                | 190 262                                                                                | 169 951                                                                                | 141 422                                                                                | -                                                                                      | 117 155                                                                                |                                                                                        |                                                                                        |                                                                                        |                                                                                        |                                                                                        |                                                                                        |                                                                                        |
| Montana | 227 561                                                                                | 241 651                                                                                | 243 057                                                                                | 242 588                                                                                | 236 903                                                                                | 222 756                                                                                | 208 198                                                                                | 182 258                                                                                | 148 098                                                                                | -                                                                                      | 112 305                                                                                |                                                                                        |                                                                                        |                                                                                        |                                                                                        |                                                                                        |                                                                                        |                                                                                        |
| Pleven | 345 507                                                                                | 356 993                                                                                | 366 347                                                                                | 372 703                                                                                | 362 398                                                                                | 346 614                                                                                | 311 985                                                                                | 269 752                                                                                | 240 380                                                                                | -                                                                                      | 212 786                                                                                |                                                                                        |                                                                                        |                                                                                        |                                                                                        |                                                                                        |                                                                                        |                                                                                        |
| Vidin | 191 787                                                                                | 194 007                                                                                | 188 525                                                                                | 176 617                                                                                | 174 037                                                                                | 162 084                                                                                | 151 636                                                                                | 130 074                                                                                | 101 018                                                                                | -                                                                                      | 74 493                                                                                 |                                                                                        |                                                                                        |                                                                                        |                                                                                        |                                                                                        |                                                                                        |                                                                                        |
| Vratsa | 269 291                                                                                | 289 811                                                                                | 292 555                                                                                | 294 090                                                                                | 297 459                                                                                | 286 929                                                                                | 270 679                                                                                | 243 036                                                                                | 186 848                                                                                | -                                                                                      | 149 763                                                                                |                                                                                        |                                                                                        |                                                                                        |                                                                                        |                                                                                        |                                                                                        |                                                                                        |
| Severozapaden (totaal) | 1 242 590                                                                              | 1 298 387                                                                              | 1 303 803                                                                              | 1 303 215                                                                              | 1 287 641                                                                              | 1 222 651                                                                              | 1 132 760                                                                              | 995 071                                                                                | 817 766                                                                                | 702 733                                                                                | 666 502                                                                                |                                                                                        |                                                                                        |                                                                                        |                                                                                        |                                                                                        |                                                                                        |                                                                                        |
| * Bevolkingsprognose op basis van ingezetenen - 31 december 2021 ** Preliminaire resultaten van de volkstelling - 7 september 2021 |                                                                                        |                                                                                        |                                                                                        |                                                                                        |                                                                                        |                                                                                        |                                                                                        |                                                                                        |                                                                                        |                                                                                        |                                                                                        |                                                                                        |                                                                                        |                                                                                        |                                                                                        |                                                                                        |                                                                                        |                                                                                        |

De regio Severozapaden heeft ook de laagste levensverwachting in de Europese Unie. De gemiddelde levensverwachting was in 2016 ongeveer 73,3 jaar (69,7 jaar voor mannen en 77,2 jaar voor vrouwen) - bijna 12 jaar lager dan de regio met de hoogste levensverwachting, namelijk de Comunidad de Madrid met een gemiddelde levensverwachting 85,2 jaar (82,2 voor mannen en 87,8 voor vrouwen).
In Severozapaden wonen voornamelijk etnische Bulgaren, maar er is ook een significante minderheid van de Roma. Daarnaast wonen er enkele duizenden Bulgaarse Turken (onder meer in de plaatsen Nikopol en Malinovo).

### Urbanisatie
In 2021 woonden 445.111 personen in steden, terwijl 257.662 personen op het platteland woonden. De urbanisatiegraad is hiermee 63,3% - lager dan het landelijke gemiddelde van 73,1%.
De grootste stad en de hoofdplaats van de regio is Pleven met 89.823 inwoners in 2021. Andere belangrijke steden zijn Vratsa (50.012 inw.), Montana (36.445 inw.), Vidin (38.669 inw.), Lovetsj (29.659 inw.), Lom (18.593 inw.), Trojan (18.449 inw.), Berkovitsa (11.372 inw.) en Kozlodoeï (11.331 inw.).
Noord-Oost (Severoiztotjen) · Noord-Centraal (Severen Tsentralen) · Noord-West (Severozapaden) · Zuid-Oost (Joegoiztotsjen) · Zuid-Centraal (Joezjen Tsentralen) · Zuid-West (Joegozapaden)